# Crotalaria incana
Crotalaria incana är en ärtväxtart som beskrevs av Carl von Linné. Crotalaria incana ingår i släktet sunnhampor, och familjen ärtväxter.

## Underarter
Arten delas in i följande underarter:
- C. i. incana
- C. i. purpurascens
- C. i. australis
- C. i. grandiflora
- C. i. nicaraguensis

## Bildgalleri

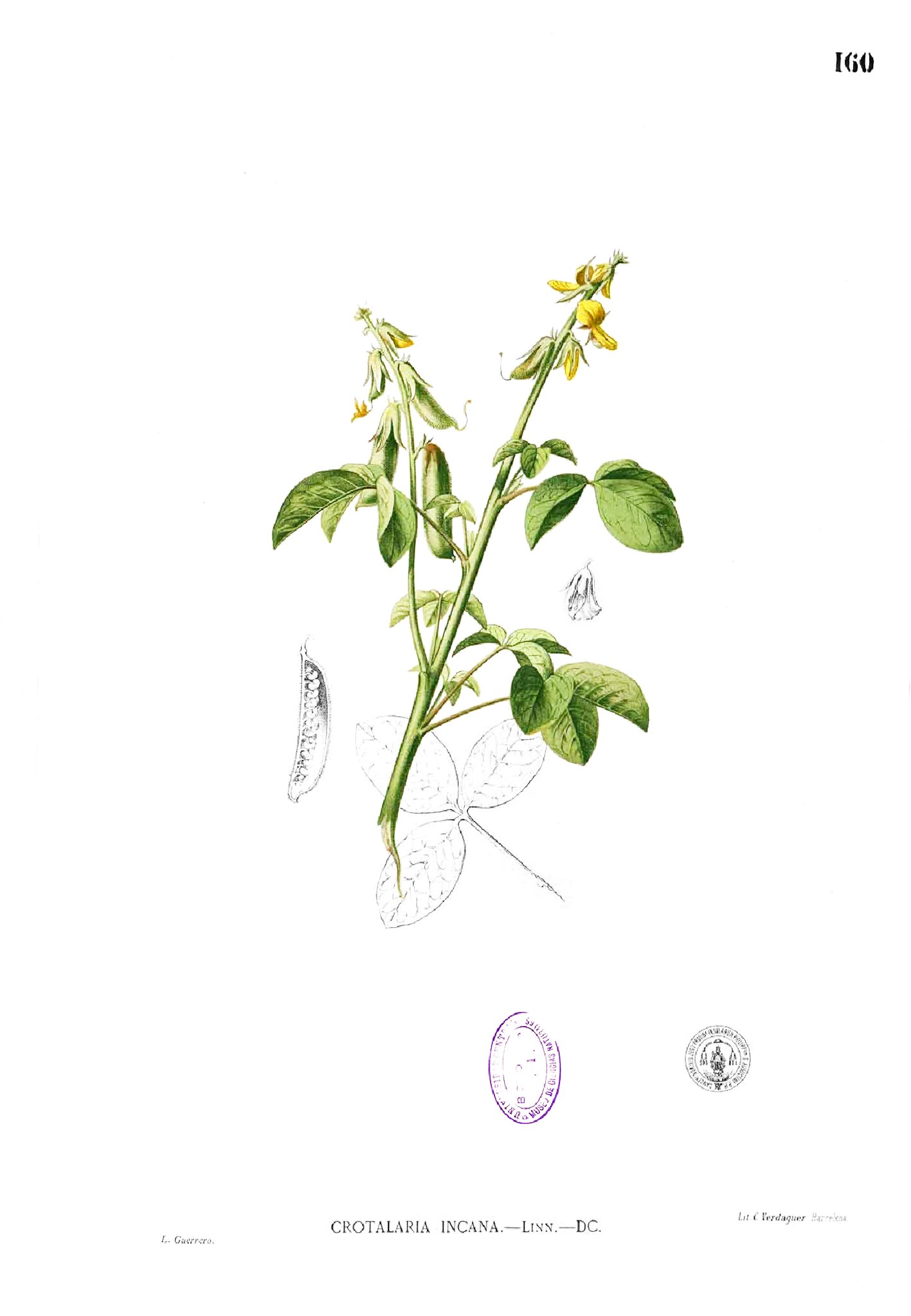
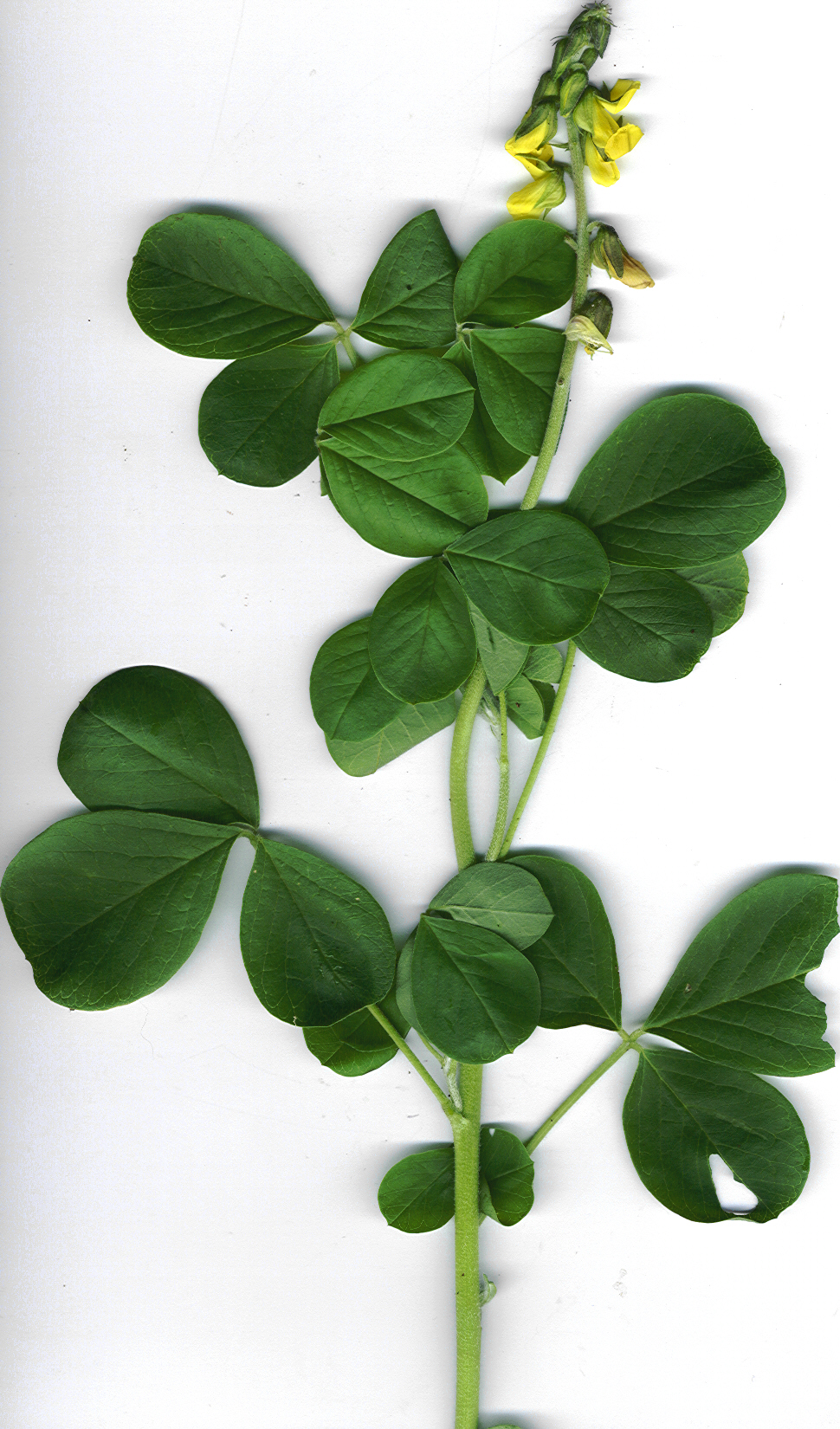
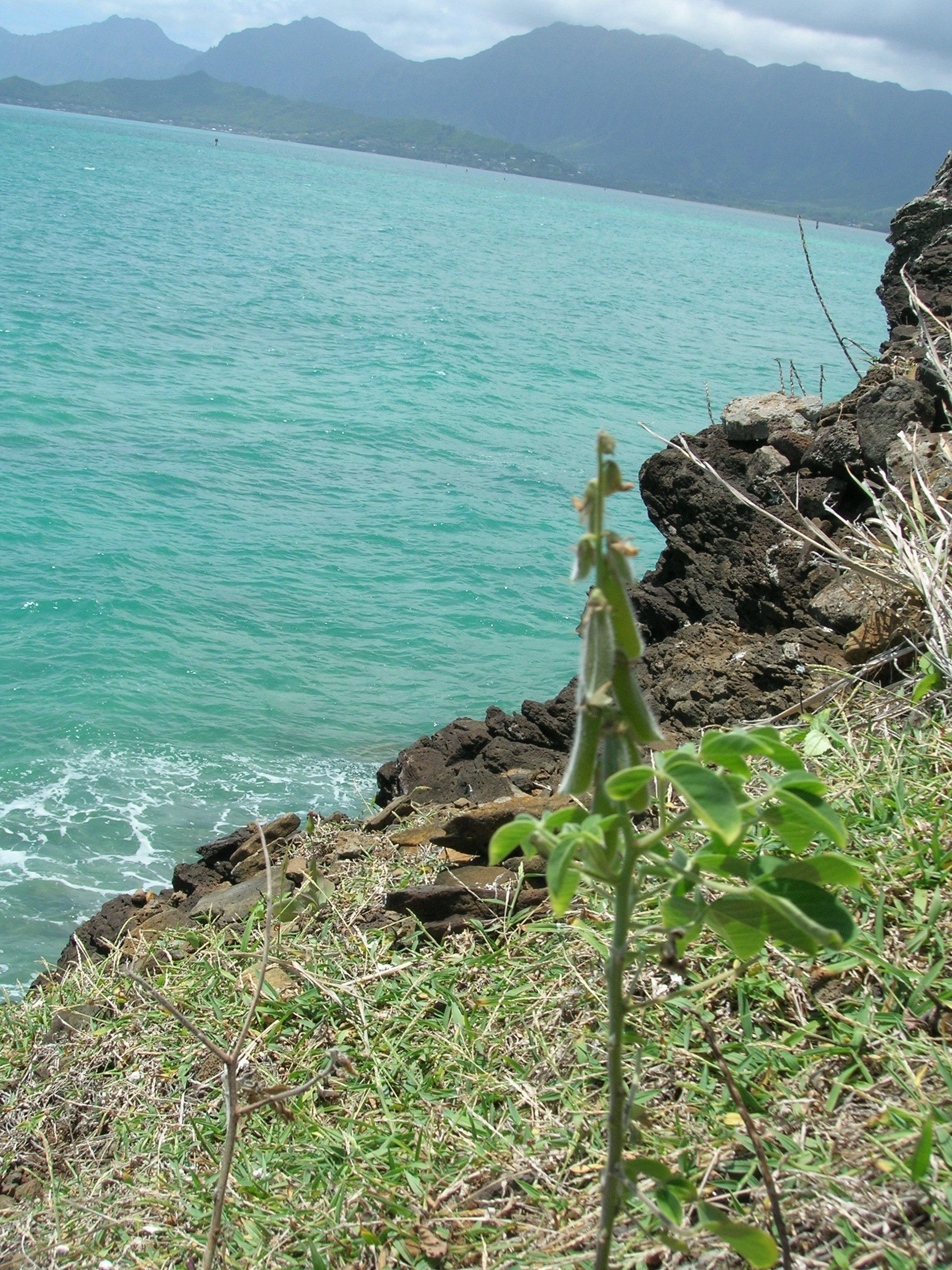